# Рокшиці-Другі
Рокшиці-Другі (пол. Rokszyce Drugie) — село в Польщі, у гміні Воля-Кшиштопорська Пйотрковського повіту Лодзинського воєводства.
Населення — 79 осіб (2011).
У 1975—1998 роках село належало до Пйотрковського воєводства.

## Демографія
Демографічна структура станом на 31 березня 2011 року:
|          | Загалом | Допрацездатний вік | Працездатний вік | Постпрацездатний вік |
| -------- | ------- | ------------------ | ---------------- | -------------------- |
| Чоловіки | 41      | 9                  | 29               | 3                    |
| Жінки    | 38      | 5                  | 24               | 9                    |
| Разом    | 79      | 14                 | 53               | 12                   |